# Quim Domene i Berga
Quim Domene i Berga (Olot, La Garrotxa, 1948) és un artista visual català.
Té publicades diverses monografies personals de la seva obra amb textos de Joan Barril, Lluís Montreal, Carme Ortiz, Josep Maria Fonolleras, Miquel Martí i Pol, Glòria Bosch, Jaume Fàbrega,Jordi Pujiula, David Santaeulària, Eudald Camps, J. N. Santaeulàlia, Maria Domene, Xavier Antich, Pilar Parcerisas...